# Шамун, Жаки
Жаки Шамун (араб. جاكي_شمعون ‎; 21 октября 1991) — ливанская горнолыжница, участница Зимних Олимпийских играх 2010 и 2014 года.

## Биография
Родилась Жаки Шамун в ливанском городе Дейр-эль-Камар. Заниматься горными лыжами начала в возрасте 3 лет в Ферайе, расположенной в гористой местности страны на высоте более 1300 метров. С 14 лет Жаки стала участвовать в соревноваях по горнолыжному спорту по всему миру.
В возрасте 17 лет она приняла участие в Чемпионате Мира 2009 года во французском Валь-д'Изере. В гигантском слаломе не финишировала в первой попытке, а в специальном слаломе заняла 47 место.
Представляла страну на Олимпийских Играх 2010 года в Ванкувере, где в соревнованиях по слалому заняла 54 место.
На Чемпионате Мира 2013 года в Шладминге, Австрия выступила не очень удачно. Заняла 84 (гигантский слалом) и 88 (слалом) место.
Перед Олимпийскими Играми в Сочи разгорелся скандал, участницей которого стала ливаская горнолыжница. В интернете появились её снимки в обнаженном виде для австрийского календаря Хубертуса фон Хохенлохе - лихтенштейнского бизнесмена, выступающего за сборную Мексики в горнолыжных соревнованиях. Было проведено расследование этого инцидента. Сама девушка утверждала, что фотографии не были предназначены для публикации. В 2014 году Шамун прошла отбор на Олимпийские Игры в Сочи и показала 47 результат на слаломной трассе, повторив тем самым свой лучший результат на крупных международных соревнованиях.
Образование спортсменка получила в швейцарской частной школе Glion Institute of Higher Education. Мечта Джеки - популяризация горнолыжного спорта в Ливане.
С мая 2017 года замужем за французским футболистом канакского происхождения, чемпионом мира 1998 года и чемпионом Европы 2000 года Кристиан Карамбё. 27 сентября того же года Кристиан и Жаки сообщили о рождении дочери.